# Fosfid zinečnatý
Fosfid zinečnatý (též fosfid zinku) je anorganická sloučenina se vzorcem Zn3P2.
Kovové fosfidy se používají jako rodenticidy. Směs potravy a fosfidu zinečnatého se ponechá tam, kde ji mohou hlodavci pozřít. Kyselina v trávicí soustavě hlodavce reaguje s fosfidem za vzniku toxického plynného fosfanu. Tuto metodu lze použít tam, kde jsou hlodavci odolní vůči běžně používaným jedům. Podobně se využívá také fosfid hlinitý a vápenatý.
Fosfid zinečnatý se přidává do nástrah na hlodavce v množství 0,75 – 2 %. Má silný, štiplavý česnekový zápach charakteristický pro fosfan, který se uvolňuje hydrolýzou. Zápach láká hlodavce, ale odpuzuje jiné živočichy; ptáci, zvláště krocan divoký, nejsou citliví na tento zápach. Nástrahy musí obsahovat dostatečné množství fosfidu v dostatečně atraktivní potravě, aby již jediná dávka dokázala hlodavce zabít. Nižší dávka může způsobit vznik averze vůči fosfidovým nástrahám a hlodavec se jim v budoucnu vyhýbá.
Rodenticidní fosfid zinečnatý mívá podobu černého prášku obsahující 75 % fosfidu a 25 % vinanu antimonylo-draselného („dávivý vinný kámen“), emetika, které způsobuje zvracení při náhodném požití člověkem nebo domácími zvířaty. Je však stále dostatečně účinný proti potkanům, myším, morčatům a králíkům, kteří nemají zvracivý reflex.

## Reakce
Fosfid zinečnatý lze připravit reakcí zinku s fosforem:
3 Zn + 2P → Zn3P2
Fosfid zinečnatý hydrolyzuje za vzniku fosfanu (PH3) a hydroxidu zinečnatého (Zn(OH)2):
Zn3P2 + 6 H2O → 2 PH3 + 3 Zn(OH)2